# Amir Kabir
Pour les articles homonymes, voir Farahani.
Amir Kabir (en persan : امیرکبیر), dont le nom complet est Mirza Taghi Khan Amir-Nezam Farahani (en persan : میرزا تقی‌خان امیرنظام), (env.1807 – 9 janvier 1852) était le chancelier de l'empire de Perse sous le règne de Nasseredin Shah. Il est né à Hazaveh, à proximité d'Arak.

## Biographie
Son père, Karbalaï Ghorban (en persan : کربلائی قربان), était cuisinier au service du chancelier Gha'em-Magham Farahani, ce qui permit à Mirza Taghi Khan d'apprendre le fonctionnement de la cour.
Amir Kabir a été envoyé à la Sublime Porte afin de représenter la Perse lors des négociations visant à mettre fin aux centaines d'années de guerre entre les deux empires. Il a aussi aidé Nasseredin Shah à monter sur le trône, ce pour quoi le chah le fit chancelier et lui donna sa propre sœur en mariage.
Les dépenses du gouvernement furent fortement réduites pendant son gouvernement, et une distinction fut faite entre les possessions publiques et privées. Les instruments de l'administration centrale furent révisés, et Amir Kabir assuma la responsabilité dans tous les domaines de l'administration. De plus, Amir Kabir diminua les interférences des puissances étrangères notamment russe et britannique dans les affaires intérieures de l'Iran.
Amir Kabir mit en place de nombreuses réformes en Perse. Pour l'historien Henry Laurens, c'est un réformateur "autoritaire et énergique". C'est lui qui fonda Dar-ol Fonoun, la première université inspirée d'un modèle européen en Iran. Il soutint aussi la fondation du premier journal iranien, Vaghaye-e etefaghiyeh (« les événements »), et diminua de manière draconienne la liste civile que les différents membres  de la famille royale, recevaient du trésor national, ce qui poussa ceux-ci, menés par la mère du Shah Mahd Olia, à inventer des accusations contre lui. Ces gens ont convaincu le shah de démettre Amir Kabir de ses fonctions et de l'envoyer en exil à Kashan (la capitale de l'empire étant Téhéran).
L'ambassade russe aurait offert un refuge en Russie à Amir Kabir, ce qu'il aurait refusé. Plus tard, à un moment où le chah était ivre, la mère du chah et ses assistants lui demandèrent un ordre afin d'exécuter Amir Kabir, ordre qui fut promptement exécuté dans les bains du jardin de Fin (Bagh-e Fin), près de Kashan, avant que le chah ne puisse l'annuler. Amir Kabir en toute connaissance de cause accepta sans résistance l'ordre impérial. Il demanda simplement de choisir de quelle manière il serait exécuté. Ce qui fut accepté. On lui coupa les veines.

L'université de Technologie Amir Kabir de Téhéran porte aujourd'hui son nom.